# John Ngugi
John Ngugi, né le 10 mai 1962 à Kigumo, est un athlète kényan spécialiste du cross-country.

## Biographie
Il surprend le monde de l'athlétisme en devenant champion du monde de cross-country en 1986 à Neuchâtel en Suisse. Il brillera dans cette discipline remportant quatre titres consécutifs, et ce malgré les inquiétudes de ses propres dirigeants qui hésitèrent parfois à le sélectionner en raison de ses piètres résultats dans les sélections kényanes. Après avoir été dépossédé de son titre par le Marocain Khalid Skah, il remportera un cinquième titre, en 1992.
Figurant parmi les favoris du 5 000 mètres des Championnats du monde 1987 à Rome, il se trouve un moment en tête mais termine finalement à une décevante 12e place. Lors de la grande compétition suivante, les Jeux olympiques de 1988 à Séoul, il opte pour une tactique risquée : il part seul au deuxième kilomètre, parcourant alors un tour de piste en 58 secondes. À l'arrivée, il conserve suffisamment d'avance pour remporter l'or olympique.
Il tente de nouveau cette tactique pour les jeux du Commonwealth 1990 à Auckland. Mais, malgré 40 mètres d'avance à l'entame du dernier tour, il est finalement devancé par l'Australien Andrew Lloyd.
En 1993, son refus de pratiquer, hors compétition, un test antidopage lui vaut d'être suspendu pendant deux ans de compétitions.

## Palmarès

### Jeux olympiques d'été
- Jeux olympiques de 1988 à Séoul
  -  Médaille d'or du 5 000 mètres

### Jeux du Commonwealth
- jeux du Commonwealth 1990 à Auckland
  -  Médaille d'argent du 5 000 mètres

### Championnats du monde de cross-country
- Champion du monde 1986, 1987, 1988, 1989, 1992